# Тинджан

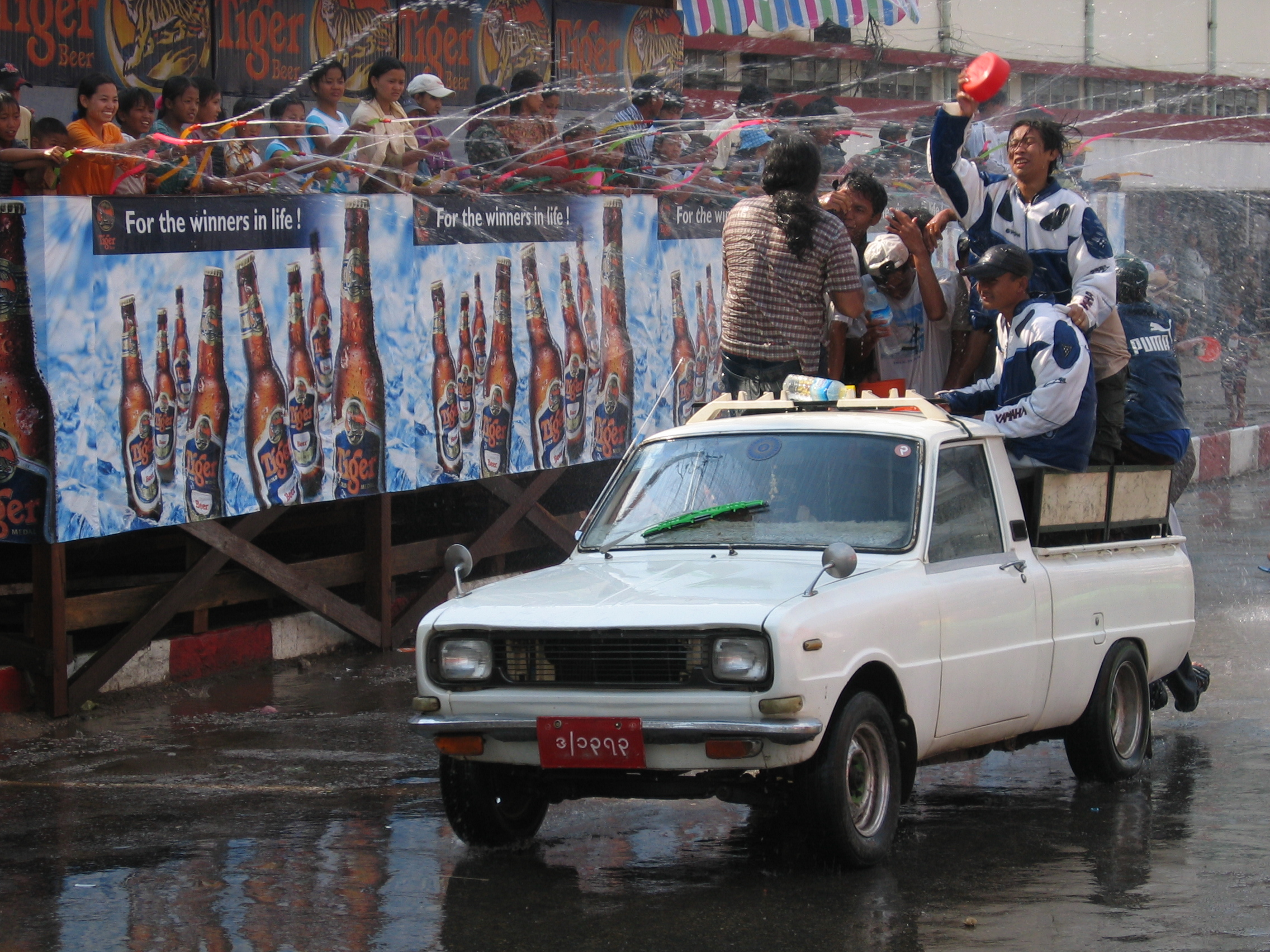
Бирманцы празднуют Тинджан, обливаясь водой в кузове автомобиля; на улице Таунджи, Штат Шан.

Тинджан (listenо файле мон. သၚ်္ကြန်сан̇кран или listenо файле သဘင်အတးသၚ်္ကြန် сабхан̇ атах̣ сан̇кран)), от палийского sankanta, что переводится как «переход [Солнца из Рыб в Овна]») — бирманский новогодний Водяной фестиваль, как правило, попадает на середину апреля (бирманский месяц Тагу). Его празднуют на протяжении четырёх-пяти дней с кульминацией в день Нового года. Даты проведения Тинджана рассчитываются в соответствии с бирманским Лунно-солнечным календарём, и этот праздник не имеет фиксированной даты по григорианскому календарю, хотя он часто приходится на Пасху. В Бирме Тинджан является самым важным национальным праздником. На него же приходится начало новогодних каникул у школьников. В течение первых четырёх дней фестиваля бирманцы обливают и обрызгивают друг друга водой из разных сосудов и приспособлений, что является отличительной чертой фестиваля. Однако в большей части страны он не начинается всерьёз до второго дня. Тинджан сопоставим с праздниками тхеравадских стран Юго-Восточной Азии, такими как Боун Пимайлао, камбоджийский новый год и известным Сонгкраном в Таиланде.

## История
Происхождение Тинджана, тем не менее, не буддистское, а индуистское. Царь Брахма (буддизм), называемый Арси, проиграл спор с царём Девов Сакрой (Индра) (Таджамин), Сакра обезглавил Арси по условию спора, и на место отрубленной головы приставил голову слона, что сделало Брахму Ганешей. Брахма был настолько могучим, что если его голова попала бы в море, то море бы немедленно высохло. Если голову бросили бы на землю, то земля выгорела бы. Небо загорелось бы, окажись голова брошенной в воздух. Поэтому Сакра повелел, чтобы голову Брахмы по очереди хранили Деви. Каждый год связывается с передачей головы Брахмы от одной Деви к другой.

## Канун Тинджана
Канун Тинджана, первый день фестиваля называется а-кьё ней, является началом различных религиозных церемоний. Буддисты должны соблюдать восемь заповедей, включая основные Пять священных заповедей, и есть только один раз до полудня. Тинджан — это время Упосатхи, что напоминает Шаббат. Милостыню и пожертвования раскладывают перед монахами в монастырях, и принося зелёные кокосы вместе с гроздями зелёных бананов (нга пьяв пве оун пве) и веточками Тха бьяй или Джамболана (Syzygium cumini) к изображениям Будды перед которым разливают специальную воду для омовения головы. В древности бирманские цари устраивали и церемонию мытья головы специальной чистой водой из Гаунсай Кьюн (лит. Остров Мытья Головы), небольшого скалистого островка в заливе Моутама около Моулмейна.
Ночью начинается веселье с музыкой, песнями и танцами, все веселятся в преддверии фестиваля воды. В каждом районе сооружают «мандаты»-сцены из папье-маше, бамбука и дерева. Местные жители соревнуются в красоте пения и танца, каждая команда девушек наряжается в красивые платья и юбки, украшают себя гирляндами и мишурой. Они мажут свои лица тханакой — пастой из коры паникулаты из Моулмейна, которая стягивает кожу и действует как солнцезащитный крем, и вставляют жёлтые цветки Падаука в свои волосы. Падаук (Pterocarpus macrocarpus) цветёт только один день во время праздника и его называют «Цветок Тинджана». Люди гуляют, ездят на велосипедах, мотороллерах, машинах, танцуют и радуются, женщины ходят украшенные падауком и тханакой. На воду спускают украшенные праздничные буйки, играют оркестры, влюблённые молодые люди гуляют по улицам, останавливаются у каждой сцены, исполняют друг другу песни, специально написанные для фестиваля exchanging, включая всем известных Тиньянских классиков, а также исполняют тхань гьят (нечто подобное рэпу, но в середине одни из исполнителей очень сильно поднимает тон голоса, и в смешной форме критикуют пороки страны: инфляцию, моду, потребительство, преступность, наркоманию, распространение ВИЧ, коррупцию, политиков и т. п.). В Тинджан люди отдыхают, и, чтобы им было приятно расслабиться, правительство допускает публичное выражение недовольства, это снижает общественное напряжение. Несмотря на то, что в городах улицы полны пьяных (в том числе за рулём) и веселящихся людей, инцидентов не так много. Праздник проходит в атмосфере дружелюбия и шумного веселья.

## Водяной Фестиваль
Следующий день называемый э-кья ней — день когда Тинджан становится олицетворением Таджамина, спускающегося с небес на землю. По сигналу, пушка (Тинджан э-хмьяук) стреляет, и люди бросают в воздух горшки с водой и ветви тха бьяй, затем воду льют на землю, сопровождая молитвой. Предсказания на новый год (Тинджан Са) объявляются брахманами (понна), они исходят из того, на каком животном Таджамин спускается с небес, и что он держит в руке. Детям говорят, что если они ведут себя хорошо, Таджамин впишет их имена в Золотую Книгу, те, кто ведут себя плохо, попадут в Книгу Собак!
Настоящее водобросание не начинается до э-кья ней в большинстве штатов, но есть исключения. Традиционно, Тинджан связывается с разливанием специальной воды в серебряные чаши, туда кладут и тха бьяй (Джамболан), который растёт в сельской местности. Опрыскивание водой является метафорическим «смыванием» грехов уходящего года. В главных городах, таких как Янгон, часто используют садовые шланги, огромные бамбуковые (также латунные и пластиковые) шприцы, водяные пистолетики в дополнение к традиционным мягким чашкам и кубкам, встречаются шарики с водой и даже пожарные шланги! В это время стоит жара и людям приятны обливания. В обрызгивании друг друга не участвуют только монахи и беременные женщины. Развеселившиеся молодые люди «пленяют» женщин из других команд и мажут им лица сажей — это не оскорбление, а только детская игра для взрослых. Девушки стоят на сценах и поливают горожан из десятков садовых шлангов, устраивая настоящий потоп. Некоторые берут с собой полотенца чтобы не дать струе воды из шланга попасть в ухо или закрыться полотенцем, когда они достаточно промокнут. Некоторые озорники обрызгивают людей ледяной водой и весело смеются над своими «жертвами». Пве (представления) кукловодов, оркестры, танцевальные ансамбли, комики, кинозвёзды и поп-певцы являются частыми гостями фестиваля.

## Водяной фестиваль в современной Мьянме
На протяжении Водяного Фестиваля мьянманское правительство приостанавливает ограничения на массовые собрания. В бывшей столице, Янгоне, правительство разрешает гуляния на дорогах, ведущих в Инью и Кабарайе. Временные водораспределительные станции превращаются в танцполы-«пандалы». Некоторые танцполы строятся за счёт богатых семей и бизнесменов

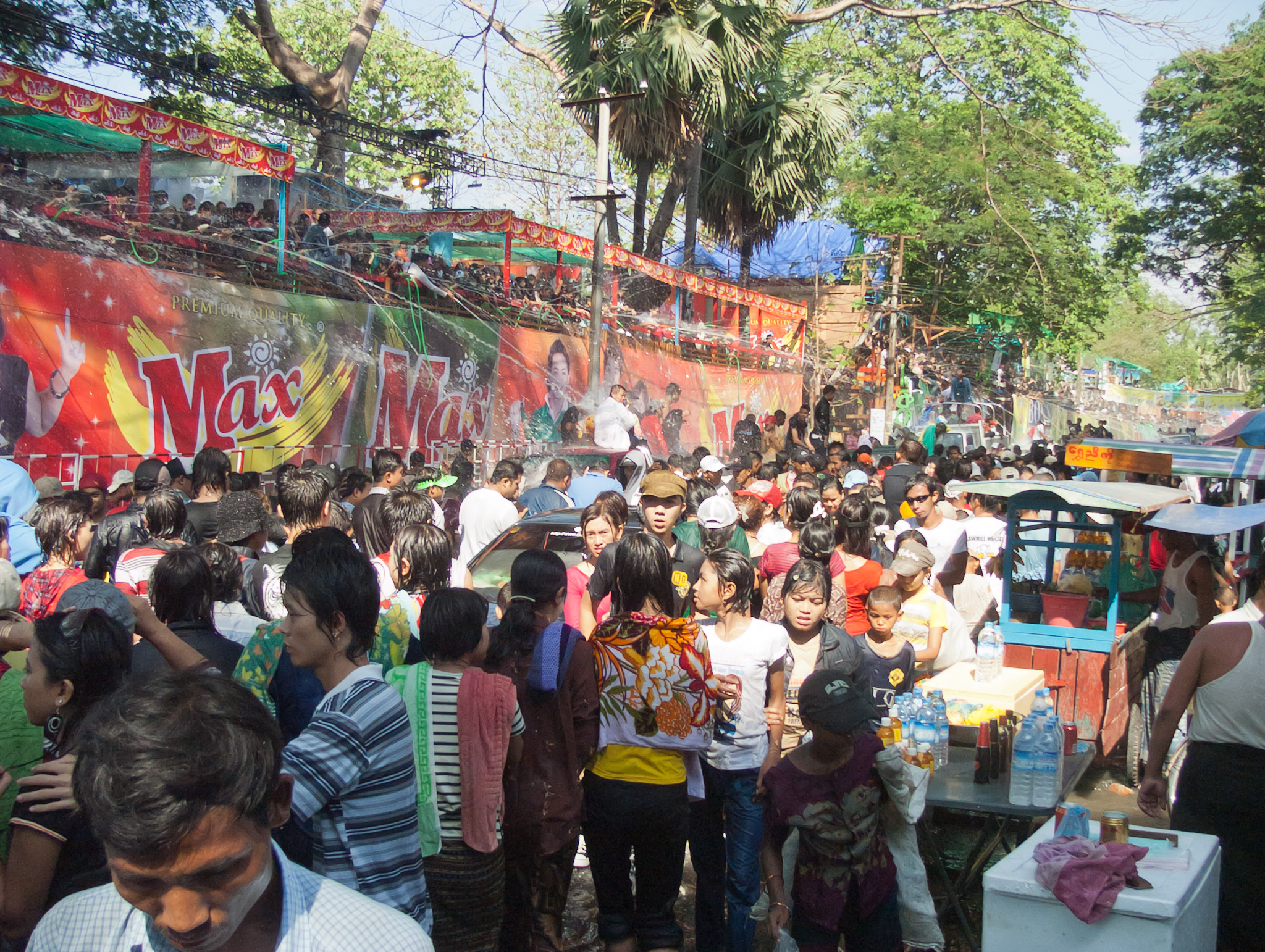
Тинджан в Янгоне

Третий день называется э-кьят ней, в некоторые годы бывает, что это два дня. Четвёртый э-тет ней — когда Тагья Минь возвращается на небеса, последний день фестиваля. Некоторые обрызгивают людей в конце дня и оправдываются, крича «Таджамин бросил свою трубу и вернулся за этим»! На праздник едят монт лоун ейбав — шарики из клейкого риса с тростниковым сахаром в сердцевине, их варят в огромных котлах, это очень старая традиция. Молодые мужчины и женщины помогают старшим готовить шарики, но часто кладут украдкой в начинку не сахар, а чили, чтобы пошутить! Монт лет саун другая традиционная тиньянская закуска: липкий рис, смешанный с поджаренным кунжутом, неочищенным сиропом и кокосовым молоком. К сладостям добавляют кокосовую стружку. В важных городах, Янгоне и Мандалае, Ракхине Тинджан воспринимается Ракхине-Араканцами как национальный праздник и они по-своему отмечают его. Их длинной лодки (лаун хлей) брызгают водой в прохожих и едят мохингу.

## Первый день нового года
Следующий день нового года (နှစ်ဆန်းတစ်ရက်နေ့ «хни хсхан ти йэ не»). Время выразить своё почтение (шихко) старым людям, по традиции предложив им воду в терракотовой кастрюле и шампунь. Молодёжь по традиции помогает старикам мыть волосы шампунем из бобов (Acacia rugata) и коры. Люди желают друг другу удачи в жизненном пути и исправления кармы. Отпустить рыбку (нга хлу пве) ещё одна традиция в этот день; эту рыбу спасают из пересыхающих водоёмов, держат в огромных горшках с водой и выпускают в большие озёра, говоря «Я отпускаю вас один раз, чтобы вы десять раз отпустили меня». Тинджан (э-хка двин) это также любимое время для шинбьюй — тхеравадская церемония, после которой мальчики на некоторое время присоединяются в Сангхе и постигают Дхарму, обучаясь у монахов. Церемония играет важную роль в жизни взрослеющих бирманцев.
В последние годы, благодаря усилиям правительства и туристических агентств, Тинджан стали посещать иностранные туристы.

## Notes
1. 1 2 3  Min Kyaw Min. Thingyan. Northern Illinois University. Дата обращения: 23 февраля 2010. Архивировано 17 июня 2012 года.
2. ↑  The Eight Precepts. Дата обращения: 23 февраля 2010. Архивировано 17 июня 2012 года.
3. 1 2 3  Shway Yoe (Sir James George Scott) 1882. The Burman - His Life and Notions (неопр.). — New York: Norton Library 1963. — С. 353,348—349,343—344.
4. ↑  Ko Thet. Laughing All the Way to Prison. The Irrawaddy (June 2006). Дата обращения: 7 июля 2006. Архивировано 18 апреля 2012 года.
5. ↑  «In Myanmar, Celebrating Water, Letting Off Steam», in the New York Times, April 20, 2009, p. A11.
6. ↑  «In Myanmar, Celebrating Water, Letting Off Steam», in the New York Times, April 20, 2009, p. A11